# Tonga en la Copa Mundial de Rugby de 2023
La Selección de rugby de Tonga fue uno de los 20 participantes de la Copa Mundial de Rugby de 2023 que se realizó en Francia.
Fue la novena participación de los Ikale Tahi en la Copa Mundial de Rugby.

## Plantel
El 21 de agosto de 2023, Toutai Kefu anunció los 33 jugadores para el equipo de la Copa Mundial de Rugby de 2023.
El 18 de septiembre de 2023, Tonga convocó al pilar Siate Tokolahi y al apertura Patrick Pellegrini como reemplazos médicos de Feao Fotuaika y Otumaka Mausia.
| Nombre                | Posición       | Fecha de nacimiento      | Encuentros | Club                     |
| --------------------- | -------------- | ------------------------ | ---------- | ------------------------ |
| Siua Maile            | hooker         | 18 de febrero de 1997    | 26         | Benetton Rugby           |
| Sam Moli              | hooker         | 24 de diciembre de 1998  | 13         | Moana Pasifika           |
| Paul Ngauamo          | hooker         | 19 de febrero de 1990    | 27         | Castres Olympique        |
| Joe Apikotoa          | pilar          | 18 de julio de 1996      | 3          | Moana Pasifika           |
| Siegfried Fisi'ihoi   | pilar          | 8 de junio de 1987       | 10         | Pau                      |
| Feao Fotuaika         | pilar          | 23 de abril de 1993      | 5          | Lyon Olympique           |
| Tau Koloamatangi      | pilar          | 3 de enero de 1995       | 7          | Moana Pasifika           |
| Ben Tameifuna         | pilar          | 30 de agosto de 1991     | 29         | Union Bordeaux Bègles    |
| Paula Latu            | pilar          | 14 de febrero de 1996    | 1          | Southland Stags          |
| Leva Fifita           | segunda línea  | 29 de julio de 1989      | 31         | Connacht Rugby           |
| Sam Lousi             | segunda línea  | 20 de julio de 1991      | 13         | Scarlets                 |
| Steve Mafi            | segunda línea  | 9 de diciembre de 1989   | 41         | Oyonnax                  |
| Adam Coleman          | segunda línea  | 7 de octubre de 1991     | 0          | Union Bordeaux Bègles    |
| Semisi Paea           | segunda línea  | 17 de abril de 1999      | 3          | New England Free Jacks   |
| Vaea Fifita           | ala            | 17 de junio de 1982      | 9          | Scarlets                 |
| Solomone Funaki       | ala            | 25 de abril de 1994      | 7          | Moana Pasifika           |
| Tanginoa Halaifonua   | ala            | 20 de septiembre de 1996 | 13         | Stade Français           |
| Sione Havili Talitui  | ala            | 25 de enero de 1998      | 9          | Crusaders                |
| Sione Vailanu         | ala            | 27 de enero de 1995      | 12         | Glasgow Warriors         |
| Manu Paea             | medio scrum    | 17 de septiembre de 2001 | 9          | Moana Pasifika           |
| Augustine Pulu        | medio scrum    | 4 de enero de 1990       | 3          | Hino Red Dolphins        |
| Sonatane Takulua (c.) | medio scrum    | 1 de noviembre de 1991   | 52         | Sporting Union Agen      |
| William Havili        | medio apertura | 9 de septiembre de 1998  | 9          | Moana Pasifika           |
| Otumaka Mausia        | medio apertura | 22 de abril de 1997      | 11         | Western Sydney Two Blues |
| Pita Ahki             | centro         | 24 de septiembre de 1992 | 4          | Stade Toulousain         |
| Malakai Fekitoa       | centro         | 10 de mayo de 1992       | 8          | Benetton Rugby           |
| George Moala          | centro         | 5 de noviembre de 1990   | 5          | Clermont                 |
| Afusipa Taumoepeau    | centro         | 26 de enero de 1990      | 5          | USA Perpignan            |
| Fine Inisi            | wing           | 19 de mayo de 1998       | 7          | Moana Pasifika           |
| Solomone Kata         | wing           | 3 de diciembre de 1994   | 9          | Leicester Tigers         |
| Kyren Taumoefolau     | wing           | 8 de mayo de 2003        | 5          | Moana Pasifika           |
| Anzelo Tuitavuki      | Wing           | 10 de octubre de 1998    | 7          | Moana Pasifika           |
| Charles Piutau        | zaguero        | 31 de octubre de 1991    | 5          | Shizuoka Blue Revs       |

## Partidos de preparación
- Tonga participó en la Pacific Nations Cup 2023 como preparación al torneo.

| 14 de julio de 2023 | Tonga | 27 - 21 | Australia A |  |  |

| 10 de agosto de 2023 | Tonga | 28 - 3 | Canadá |  |  |

| 15 de agosto de 2023 | Tonga | 36 - 12 | Canadá |  |  |

## Participación

### Grupo B
| Posición | Selección | Partidos | Partidos | Partidos  | Partidos | Tries a favor | Tantos  | Tantos    | Tantos     | Puntos extra | Puntos |
| Posición | Selección | Jugados  | Ganados  | Empatados | Perdidos | Tries a favor | A favor | En contra | Diferencia | Puntos extra | Puntos |
| -------- | --------- | -------- | -------- | --------- | -------- | ------------- | ------- | --------- | ---------- | ------------ | ------ |
| 1.       | Irlanda   | 4        | 4        | 0         | 0        | 27            | 190     | 46        | +144       | 3            | 19     |
| 2.       | Sudáfrica | 4        | 3        | 0         | 1        | 22            | 151     | 34        | +117       | 3            | 15     |
| 3.       | Escocia   | 4        | 2        | 0         | 2        | 21            | 146     | 71        | +75        | 2            | 10     |
| 4.       | Tonga     | 4        | 1        | 0         | 3        | 13            | 96      | 177       | -81        | 1            | 5      |
| 5.       | Rumania   | 4        | 0        | 0         | 4        | 4             | 32      | 287       | -255       | 0            | 0      |

#### Partidos
| 16 de septiembre de 2023 | Irlanda | 59 – 16 | Tonga | Stade de la Beaujoire, Nantes |  |

| 24 de septiembre de 2023 | Escocia | 45 – 17 | Tonga | Estadio de Niza, Niza |  |

| 1 de octubre de 2023 | Sudáfrica | 49 – 18 | Tonga | Stade Vélodrome, Marsella |  |

| 8 de octubre de 2023 | Tonga | 45 – 24 | Rumania | Estadio Pierre-Mauroy, Lille |  |